# Rechtsethik
Die Rechtsethik analysiert und reflektiert die moralische Seite des Rechts und der damit verbundenen Gesetze und deren Auslegung, wobei unter Ethik diejenige philosophische Teildisziplin (siehe auch Philosophie) zu verstehen ist, die sich methodisch und systematisch mit dem sittlich Guten und dem gelebten Ethos befasst.

## Forschung und Lehre
Rechtsethik ist u. a. Objekt von Forschung und Lehre von Juristen, Philosophen und Theologen.